# La Marre
La Marre là một xã trong vùng hành chính Franche-Comté, thuộc tỉnh Jura, quận Lons-le-Saunier, tổng Voiteur. Tọa độ địa lý của xã là 46° 44' vĩ độ bắc, 05° 41' kinh độ đông. La Marre nằm trên độ cao trung bình là 530 mét trên mực nước biển, có điểm thấp nhất là 510 mét và điểm cao nhất là 576 mét. Xã có diện tích 10.63 km², dân số vào thời điểm 2004 là 317 người; mật độ dân số là 30 người/km².

## Thông tin nhân khẩu
| 1962 | 1968 | 1975 | 1982 | 1990 | 1999 |
| ---- | ---- | ---- | ---- | ---- | ---- |
| 247  | 270  | 253  | 234  | 249  | 308  |

## Địa điểm tham quan
Nhà thờ Sainte-Trinité được xây năm 1815.